# Kopfgeburten oder Die Deutschen sterben aus
Kopfgeburten oder Die Deutschen sterben aus ist ein 1980 erschienenes Werk von Günter Grass. Es ist eine Mischung aus literarischem Essay, Roman und Drehbuch.

## Vorgeschichte
Ab 1978 war Grass an der Ausarbeitung des Drehbuches zur Verfilmung seines Werkes Die Blechtrommel beteiligt. Dabei entwickelte sich eine Freundschaft zum Filmemacher Volker Schlöndorff. 1979 reiste Grass mit seiner Frau und zeitweise auch zusammen mit dem Ehepaar Schlöndorff durch Asien. Dabei entstanden Gedanken über ein weiteres mögliches Filmprojekt, das die verschiedenartigen Bevölkerungsentwicklungstendenzen in Deutschland und Asien bearbeitet.

## Inhalt
Im Buch werden reale Erlebnisse der Asienreise mit fiktionalen Fragmenten eines nie zustande gekommenen Filmes zusammengestellt. Auf der Metaebene reflektiert der Autor zudem über seine Protagonisten und in beschränktem Maß auch über sich selbst.
Der Erzählstrang der Filmidee begleitet das norddeutsche mittdreißiger Lehrerehepaar Harm und Dörte Peters (die „Kopfgeburten“ von Grass) auf ihrer Reise mit dem Reiseveranstalter „Sisyphos“ durch verschiedene asiatische Länder, u. a. Indien, China und Indonesien. Als Kernproblem des Paares steht die Entscheidung für oder gegen ein Kind die ganze Reise über im Raum. Obwohl sich beide das Kind wünschen, können sie sich in ständigen Abwägungsprozessen, die auch politische Realitäten zum Ende der 70er Jahre einschließen (z. B. dem Bau eines Atomkraftwerkes in ihrer Heimatregion Brokdorf in Schleswig-Holstein) nicht für ein Kind entscheiden. Argumente wie „in so eine Welt setze ich kein Kind“ werden immer wieder vorgeschoben, um den Kinderwunsch zu vertagen. Im Kopf wird das Kind ständig geboren, allerdings nicht in der Realität. Demgegenüber steht die Beobachtung der Bevölkerungsexplosion in Asien, die Problematisierung des Nord-Süd-Gefälles und der Bericht „Die Grenzen des Wachstums“ des Club of Rome.
Neben der Erzählung über das Ehepaar stellt Grass als Ich-Erzähler verschiedene Gedankenexperimente zur Zukunft der Deutschen auf. Diese reichen vom Extrem der Vorstellung, was wäre, wenn es plötzlich eine Milliarde Deutsche gäbe, bis zur Idee, alle Deutschen entschlössen sich dazu, sich zukünftig überhaupt nicht mehr fortzupflanzen und innerhalb von 80 Jahren völlig auszusterben. Mehrfach wird ein Bild von Deutschland entworfen, in dem die Deutschen infolge von beständiger Zuwanderung, Vermischung (im Sinne vom Aufgehen in asiatischer Mehrheitsbevölkerung) und geringer eigener Vermehrung immer mehr zur Minderheit im eigenen Land würden.
Themen wie der Demographische Wandel und die Angst vor Überfremdung werden ironisch persifliert. Es gibt deutlich wertende Bezüge zur aktuellen Politik in Deutschland, vor allem wegen der Bundestagswahl 1980, bei denen Franz Josef Strauß, der linke Intellektuelle 1978 als „Ratten und Schmeißfliegen“ bezeichnet hatte, Kanzlerkandidat der Union war.

## Kritik
John Irving lobte die „absolute Ehrlichkeit“ des Werkes.

„Die deutsche Kritik reagierte überwiegend negativ auf die „Kopfgeburten“. Man respektiert die Virtuosität des Autors, aber es will so scheinen, als könne Grass zwar über alles schreiben, habe aber momentan nichts mehr zu sagen, ein Beispiel dessen, was Grass selbst einmal „diese perfekt geschriebenen, aber leeren Bücher“ genannt hat.“

## Erstausgabe
- Kopfgeburten oder Die Deutschen sterben aus. Luchterhand, Darmstadt, Neuwied 1980. ISBN 3-472-86520-2 (9 Wochen lang im Jahr 1980 auf dem Platz 1 der Spiegel-Bestsellerliste)